# 徐應第
徐應第（17世紀—1643年），乳名徐大懽，字及三，號鼎台，南直隸寧國府涇縣人，明朝軍事人物。

## 生平
徐應第是萬曆四十三年的（1615年）武舉人，崇禎四年（1631年）成武進士，獲授福建千總，歷任泗州衛守備、杭州衛參將和武昌都司掌印，本獲推陞四川總兵，但在十六年（1643年）張獻忠入侵武昌，他前往迎敵，家人挽留他，他回答：「我今日得死得其所了！」不久遇害，只有兒子和一名僕人逃脫回鄉，朝廷下旨褒獎他。

## 家族
- 高祖父：徐鼎昌，萬石長[5]
- 曾祖父：徐善聰[4]
- 祖父：徐萬亨，庠生[4]
- 父親：徐瑗安[4]
- 嫡母：王允娘，無生育[4]
- 生母：曹氏[4]

### 妻妾子女
- 正室：湯氏，無生育，以族人祝卿為養子[4]
- 繼室：吳氏，生礽卿[4]

## 引用
1. 1 2  嘉慶《寧國府志·卷二十六·人物志 忠節》：涇縣……徐應第 字及三，崇正辛未武進士，累官武昌都司。十六年張獻忠寇武昌，應第出迎敵，家人挽之，不可，曰：「我今日得死所矣！」尋被難，止一子僕脫歸。 同上（乾隆）《府志》
2. ↑  四庫全書《安徽通志·卷一百二十八·選舉志 武舉人》：萬厯四十三年乙卯科……徐應第 涇縣人
3. ↑  光緒《重修安徽通志·卷一百六十七·人物志·忠節二》：徐應第，字及三，涇縣人，以武進士官武昌都司。獻賊寇武昌，應第戰死。 《寧國府志》
4. 1 2 3 4 5 6 7 8  民國《涇川徐氏宗譜》·卷十：十八世 鼎昌三子 善聰 字伯貴，生成化戊子三月十四，卒嘉靖乙未九月初四，葬西山宅鰲形心口。公直制性溫和，配夏甫董氏分娘，生佐亨、元亨、萬亨…………十九世……萬亨 邑庠生，十六歲入泮，配湯氏，合葬馬尾壠。我祖諱萬亨，字惟一，數齋其別號也，資稟穎異，德行高著，文章優裕，時及門者豈少也，少進泮而屢科第，奈地限何。生宏治乙卯五月十九卯時，卒嘉靖庚申五月初五未時，配湯氏，生𢎞治癸未正月初六子時，卒嘉靖正月廿酉時，生子五女一，迄今子孫繁衍咸切仰慕，故勒石以垂久云……二十世……瑗安 字本玉，青山其別號也，性素溫良，德極愷悌，謙持己而和接㫤久矣；古風卓哉人傑，亦且光前而裕後，全受而全歸，鄉曲無不膾炙人口。生嘉靖甲午年正月二十八酉時，卒於萬厯丁酉八月二十九寅時，配王允娘，勤儉持家，克盡婦道，未生，又配曹氏二娘，生六子二女，桂蘭並美報効不誣；公與王氏俱葬青山門，曹氏葬水南都魻幡形丙三公墳前左邊第二壙，男應第謹識……廿一世……應第 乳名大懽，字三及，號鼎台，配湯氏無出，螟湯祝為嗣，蒞任杭州繼配吳氏，生礽公。素敦孝友，棄文就武乙卯科舉人，崇禎辛未復考殿試御進士；初任福建千總，二任泗州守備，三任杭州參將，四任湖廣武昌府都督掌布按印，推陞四川總兵，流賊作亂身殉國難，欽獎忠臣……廿二世……祝卿 係螟湯姓人…… 礽卿……
5. ↑  民國《涇川徐氏宗譜·卷八》：十七世……鼎昌 字重器，光明正大，嚴毅俊偉，孝義聞於家庭，正直推於鄉里，成化間充萬石長，十八年嘗兌米淮安，風覆其舟，運草金陵被火焚毀，百方調度傾家賠之，不足竟訢請奏蠲免。生正統戊午，卒弘治戊申，壽六十四，配湯氏，子六：魁、四、善、慶、敏、六，合葬茅菴山。……